# Cebu (prowincja)

Cebu

Cebu – prowincja Filipin w regionie Central Visayas. Jest położona na 167 wyspach, z których największa jest wyspa Cebu w centralnej części kraju. Jest aktywnym sejsmicznie, w większości górzystym terenem, najwyższy szczyt – Mount Cabalasan (1014 m n.p.m.). Około 2700 tys. mieszkańców. Powierzchnia 4,4 tys. km². Stolicą jest miasto Cebu City.
Panuje tu klimat równikowy, wybitnie wilgotny. W górach wiecznie zielone lasy. Podstawą gospodarki jest rolnictwo i turystyka. Plaże uznaje się za najpiękniejsze na Filipinach. Uprawia się tytoń szlachetny, palmy kokosowe, kukurydzę i trzcinę cukrową. Występują pokłady rud miedzi i lignitów.